# Eduard Norden

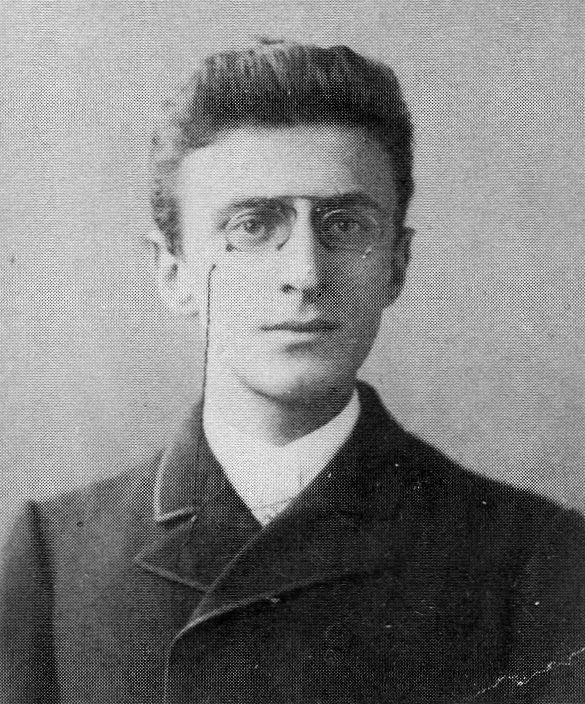
Eduard Norden als Student in Berlin (1888)

Eduard Norden (* 21. September 1868 in Emden; † 13. Juli 1941 in Zürich) war ein deutscher Klassischer Philologe und Religionshistoriker.

## Ausbildung und frühe Karriere
Eduard Norden stammte aus einer assimilierten jüdischen Familie. Sein Vater Carl Joseph Norden (1836–1903) war ein angesehener Mediziner.
Kurz vor dem Abitur konvertierte er zum Protestantismus und studierte anschließend von 1886 bis 1890 Klassische Philologie. Zwei Semester verbrachte er an der Universität Berlin, wo er bei Hermann Diels, Theodor Mommsen, Carl Robert und Eduard Zeller hörte. Anschließend wechselte er an die Universität Bonn. Hier prägten ihn seine Lehrer Hermann Usener und ganz besonders der Latinist Franz Bücheler. Er wurde am 14. Februar 1891 bei Bücheler promoviert, legte am 20. Juni 1891 die Lehramtsprüfung ab und ging danach als Assistent Georg Kaibels nach Straßburg. Schon ein Jahr nach der Promotion (17. Dezember 1892) erfolgte dort die Habilitation zum Thema Beiträge zur Geschichte der griechischen Philosophie.
Seine Karriere schritt außergewöhnlich schnell voran, und schon 1893 wurde er zum außerordentlichen Professor in Greifswald berufen, 1895 schließlich zum ordentlichen Professor ebenda ernannt.
In seinem 1898 veröffentlichten Buch Antike Kunstprosa zeigte Norden ein besonderes Interesse an Rhetorik, an rhetorischen Stilmitteln und an der Verwendung rhetorischer Elemente in der Prosa griechischer und lateinischer Autoren. 1899 wurde er nach Breslau als Kollege von Franz Skutsch berufen. Dort begann er sich intensiv mit der Aeneis Vergils zu beschäftigen. 1903 mündete das in einen viel beachteten Kommentar zum 6. Buch dieses Werks, der in besonderer Weise Nordens Interesse an der Religionswissenschaft demonstriert.

## Berliner Jahre

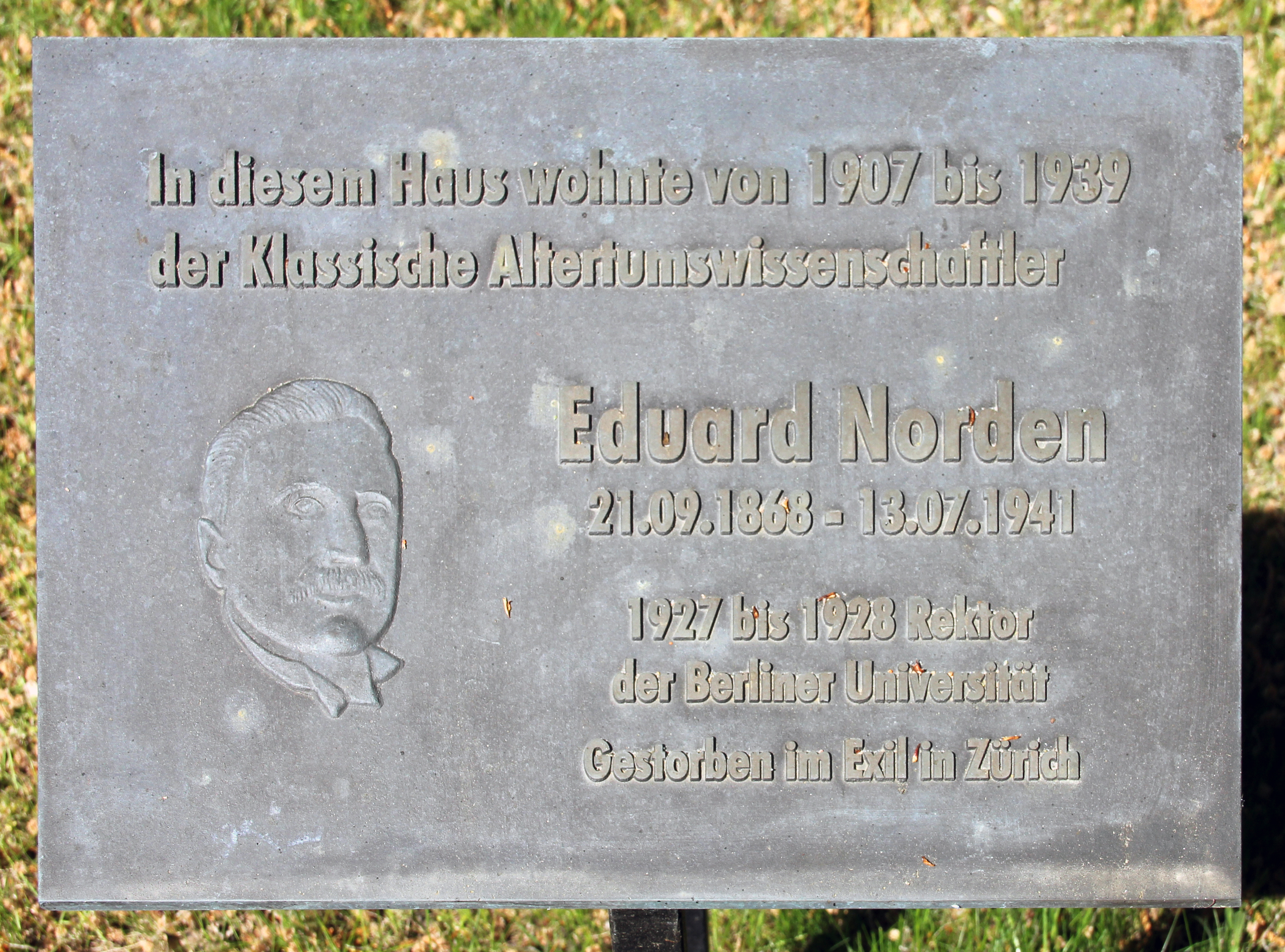
Gedenktafel am Haus, Baseler Straße 64, in Berlin-Lichterfelde

1906 erreichte Norden bei seinem einzigen Griechenlandaufenthalt – anders als ein Ulrich von Wilamowitz-Moellendorff war Norden der Auffassung, die persönliche Kenntnis der Topografie Griechenlands sei nicht vonnöten – schließlich die Berufung als Nachfolger Adolf Kirchhoffs nach Berlin, wo er bis zu seiner Emeritierung im Jahre 1935 lehrte. Neben dem Altphilologischen Lehrstuhl (einer von dreien der Universität) wurde Norden auch sogleich Leiter des Instituts für Altertumskunde. Nordens Berufung war nicht unumstritten und begleitet durch teilweise persönliche Animositäten aus Kreisen der Fachkollegenschaft. Wilamowitz-Moellendorff beispielsweise favorisierte zunächst Friedrich Leo. Nachdem dieser abgesagt hatte, setzte der Ministerialdirektor Friedrich Althoff, der für die Berufung von Professoren zuständig war, Norden gegen den außerdem ins Gespräch gebrachten Georg Wissowa durch. Trotz Wilamowitz-Moellendorffs ursprünglicher Ablehnung begann ein fruchtbarer Dialog mit diesem und anderen bedeutenden Berliner Fachkollegen wie Hermann Diels und Eduard Meyer.

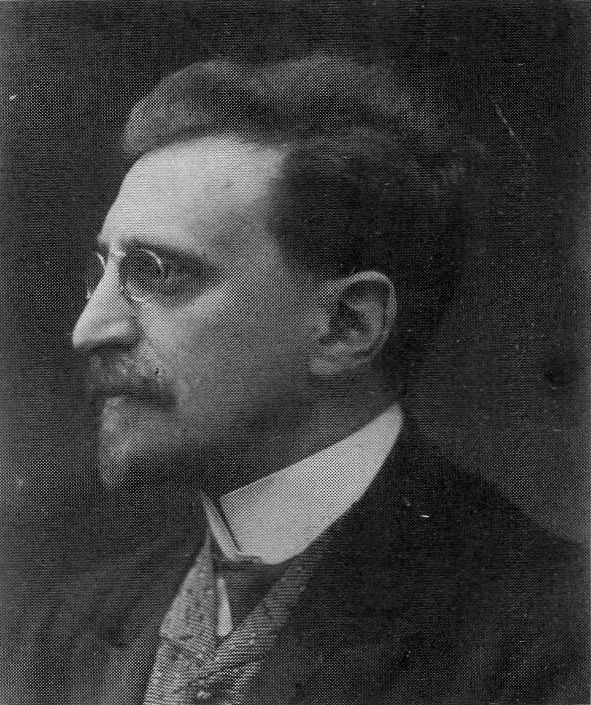
Eduard Norden als Ordinarius in Berlin (1908)

1912 nahm die Preußische Akademie der Wissenschaften Norden auf Vorschlag Wilamowitz-Moellendorffs in Nachfolge des verstorbenen Johannes Vahlen als ordentliches Mitglied auf. In der Akademie wurde er zuständig für den Thesaurus Linguae Latinae. In Nachfolge von Wilamowitz-Moellendorff rückte Norden auch in die Zentraldirektion des Archäologischen Instituts des Deutschen Reiches auf. 1913 verband Norden seine beiden großen Interessen – Rhetorik und Religionswissenschaft – im Buch Agnostos Theos. Hier beschränkte er sich nicht nur auf eine griechische und lateinische Formengeschichte religiöser Reden, sondern bezog auch die jüdische, frühchristliche, altägyptische und altorientalische Welt mit ein. Zu Beginn der 1920er Jahre versuchte er, sich an der Neuordnung der Berliner Altphilologie zu beteiligen und wollte 1921 wohl die Berufung Werner Jaegers als Wilamowitz-Moellendorff-Nachfolger verhindern. Da es kaum geeignete junge Gräzisten gab – und um seine eigene Fachrichtung Latinistik zu stärken –, favorisierte er als Nachfolger des Gräzisten Diels einen Latinisten. 1928 konnte Norden seinen 60. Geburtstag im Amte des Rektors der Berliner Universität feiern.

## Leben in der Zeit des Nationalsozialismus
Mit der Machtergreifung der Nationalsozialisten verschlechterte sich die Stellung Nordens zusehends. Dabei war Norden selbst zunächst noch ein Anhänger Hitlers. So zumindest äußerte er sich in einem Brief an seinen Schüler Erich Koestermann: „Es sieht ziemlich trübselig aus. Das Gefühl, sozusagen Staatsbürger zweiter Klasse zu sein, ist bitter […] Aber was ist am Einzelnen gelegen, wenn nur das Volksganze gefestigt wird […] Den Steuermann Hitler lieb ich, trotz alledem, wie Sie“. Schon im Mai wurden seine Assistenten Friedrich Solmsen und Richard Walzer durch Nichtjuden ersetzt. Noch am 27. August 1934 leistete Norden den Führereid. Trotzdem wurde er aufgrund des judenfeindlichen Berufsbeamtengesetzes nach und nach aus allen Gremien, denen er angehörte, ausgeschlossen, beispielsweise 1934 aus der Zentraldirektion des Archäologischen Instituts des Deutschen Reiches. Da im Winter 1934/35 aufgrund eines neuen Gesetzes generell das Emeritierungsalter vom 68. auf den 65. Geburtstag herabgesetzt wurde, Norden aber schon 1933 das 65. Lebensjahr erreicht hatte, wurde er im Februar 1935 emeritiert. Sein Nachfolger auf dem Berliner Lehrstuhl wurde der befreundete Latinist Johannes Stroux, der die Lehrtätigkeit zum Sommer 1936 aufnahm. In der vom „Führer und Reichskanzler“ unterschriebenen Entlassungsurkunde wurde Norden „für die erfolgreiche akademische Wirksamkeit und die dem Reiche geleisteten treuen Dienste … Anerkennung“ und „besonderer Dank“ ausgesprochen. Allerdings wurde Norden schon im Dezember 1935 aufgrund der Nürnberger Rassegesetze die Lehrbefugnis an der Universität entzogen. Mitte Oktober 1938 musste er die Preußische Akademie der Wissenschaften verlassen. Zum Jahresende trat er aus der Akademie der Wissenschaften in Wien aus, deren korrespondierendes Mitglied er gewesen war.
Nach der „Reichspogromnacht“ sah Norden keine Zukunft mehr für sich in Deutschland. Zur Erfüllung der „Judenvermögensabgabe“, nach welcher Juden deutscher Staatsangehörigkeit 20 Prozent ihres Vermögens abzugeben hatten, musste er einen Teil seiner Bibliothek verkaufen. Am 30. November 1938 stellte er einen Ausreiseantrag für die Schweiz und verkaufte im Januar 1939 sein Berliner Haus. Nach einer Kaution seines Vetters Carl Lucas Norden erhielt er Ende April eine Aufenthaltsgenehmigung für die Schweiz. Nur wenige Wochen vor dem Beginn des Zweiten Weltkrieges, am 5. Juli 1939, konnte er mit seiner Frau in die Schweiz emigrieren. Von dort veröffentlichte er sein letztes Werk, Aus altrömischen Priesterbüchern, das in Lund erschien. 1941 verstarb Norden in Zürich. Dort fand er seine letzte Ruhestätte auf dem Friedhof Enzenbühl.
Verheiratet war Eduard Norden mit Marie Schultze, der Tochter des früheren Greifswalder Bürgermeisters Richard Schultze. Sie hatten sechs Kinder (Irmgard 1898–1969, Erwin 1900–1981, Werner * 1901, Ulrich * 1903, Gerda * 1909), ein 1902 geborener Sohn verstarb schon nach zwei Monaten. 
Eduard Nordens Bruder Walter Norden war Mediävist und Kommunalwissenschaftler.

## Würdigungen
Neben den schon genannten Gremien gehörte Norden der Kirchenväterkommission der Preußischen Akademie der Wissenschaften an und den Akademien in Göteborg, Göttingen, Leningrad, Lund, Neapel und Wien. Weiterhin war er seit 1920 korrespondierendes Mitglied der Straßburger Wissenschaftlichen Gesellschaft in Heidelberg, seit 1932 auch korrespondierendes Mitglied der Bayerischen Akademie der Wissenschaften. 1909 wurde er mit dem Roten Adlerorden IV. Klasse ausgezeichnet. Die Universität Cambridge würdigte ihn mit der Verleihung des Ehrendoktorats (D.Litt. h.c.) am 4. Juni 1929. Anlässlich der Verleihung der Ehrendoktorwürde nannte ihn 1936 der Präsident der Harvard University, James Bryant Conant, „den berühmtesten Latinisten der Welt“. Der Akademisch-Philologische Verein Berlin im Naumburger Kartellverband ernannte ihn zum Ehrenmitglied.
Eduard Norden, der einer der einflussreichsten Altertumsforscher seiner Zeit war, schuf die Grundlagen der modernen Rhetorikforschung des 20. Jahrhunderts und führte die religionswissenschaftliche Analyse in die Klassische Philologie ein. Im persönlichen Umgang soll er allerdings nicht leicht gewesen sein.

## Schriften (Auswahl)
- De Minucii Felicis aetate et genere dicendi. In: Wissenschaftliche Beilage zum Vorlesungsverzeichnis der Universität Greifswald. Ostern 1897 (Digitalisat in der Digitalen Bibliothek Mecklenburg-Vorpommern).
- Die antike Kunstprosa vom VI. Jahrhundert v. Chr. bis in die Zeit der Renaissance. 2 Bände, Teubner, Leipzig 1898. Bd. 1, Bd. 2; 3. Auflage 1915 Bd. 1, Bd. 2.
- P. Vergilius Maro, Aeneis Buch VI, erklärt von Eduard Norden, Teubner, Leipzig 1903; 2. Auflage 1916.
- Einleitung in die Altertumswissenschaft (herausgegeben mit Alfred Gercke), Teubner, Berlin/Leipzig, 3 Bände in mehreren Teilbänden, 1910–1927.
  - darin: Die Römische Literatur. 1910. 3. Auflage 1923. 7. Auflage (ergänzter Neudruck der 3. Auflage) Teubner, Stuttgart 1998.
- Agnostos theos. Untersuchungen zur Formengeschichte religiöser Rede. Teubner, Leipzig/Berlin 1913; unveränderter Neudruck Darmstadt 1956.
- Ennius und Vergilius. Kriegsbilder aus Roms grosser Zeit, Teubner, Leipzig/Berlin 1915.
- Die germanische Urgeschichte in Tacitus Germania, Leipzig/Berlin 1920 (online).
- „Die Geburt des Kindes“. Geschichte einer religiösen Idee, 1924 (mehrere unveränderte Auflagen).
- Logos und Rhythmus, Decker, Berlin 1928.
- Aus altrömischen Priesterbüchern, Gleerup, Lund 1939 (unveränd. Neudr. mit einem Nachwort von John Scheid, Teubner, Stuttgart 1995).
- Das Genesiszitat in der Schrift vom Erhabenen (= Abhandlungen der Deutschen Akademie der Wissenschaften zu Berlin. Klasse für Sprachen, Literatur und Kunst. Jahrgang 1954, Nr. 1). Akademie-Verlag, Berlin 1955.
- Kleine Schriften zum klassischen Altertum (herausgegeben von Bernhard Kytzler), de Gruyter, Berlin 1966.